# Lippia spiraeastrum
Lippia spiraeastrum là một loài thực vật có hoa trong họ Cỏ roi ngựa. Loài này được (Mart. & Schauer) T.R.S.Silva mô tả khoa học đầu tiên năm 2002.